# Westhouse Group
Die Westhouse Group mit Hauptsitz in Garching bei München ist ein Recruiting-Dienstleister. Westhouse vermittelt hochqualifizierte Technologie-Experten aus dem IT- und Engineering-Bereich in unterschiedlichen Vertragsformen. Der Fokus des Unternehmens liegt im Bereich Contracting, Festanstellung, Arbeitnehmerüberlassung sowie Managed Services. 
Die Westhouse Group beschäftigt an 12 Standorte in Deutschland, der Schweiz und Italien rund 420 Mitarbeiter und setzt über 1.600 Projektpartner ein. Westhouse ist nach DIN EN ISO 9001 zertifiziert. Im Jahr 2020 betrug der Umsatz 184 Mio. Euro.

## Geschäfts- und Leistungsbereiche
Der Fokus von Westhouse ist die Vermittlung von hochqualifizierten Technologie-Experten aus den folgenden Bereichen:

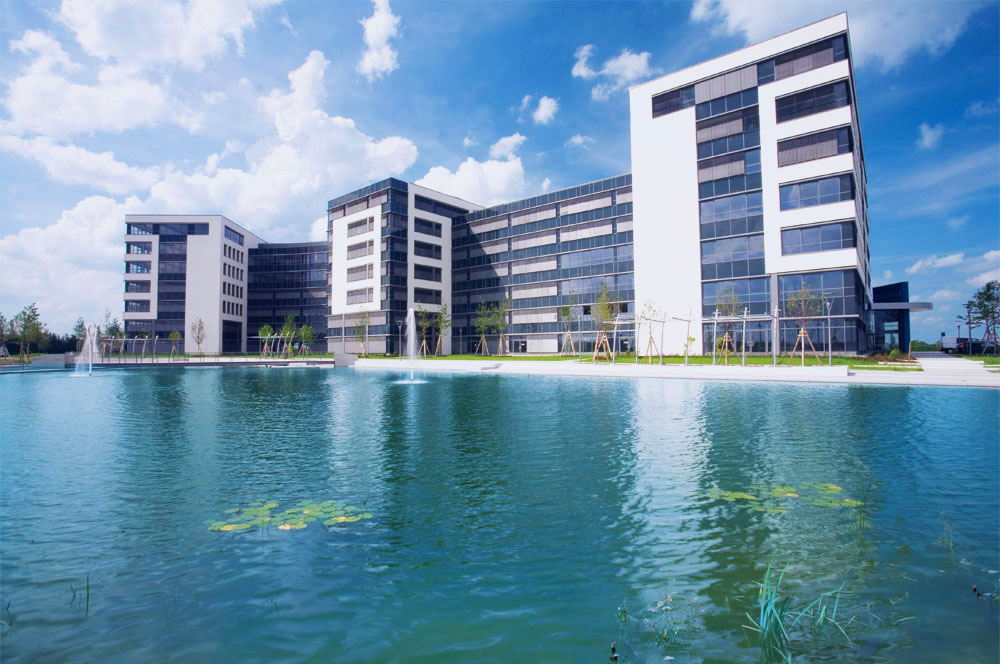
Hauptsitz der Westhouse in Garching bei München

- Informationstechnologie
- Engineering

- Finanz- und Rechnungswesen
- Marketing und Vertrieb
- Baumanagement

## Geschichte
Westhouse wurde im Februar 2002 als  Recruitment-Firma von Markus Steinbeisser und Bernhard Plecher gegründet. Da beide über Erfahrung im SAP-Umfeld verfügten, startete Westhouse mit Fokus auf die Vermittlung von Freelancern im IT-Bereich.
Im Jahr 2006 expandierte Westhouse in die Schweiz und eröffnete dort mit der Westhouse Schweiz AG die zweite Niederlassung. Drei Jahre später wurde ein Standort in Italien eröffnet. 2011 wurde der Geschäftsbereich der Festanstellung ins Angebot aufgenommen. Im Jahr darauf wurde 2012 die Westhouse Engineering GmbH gegründet.
Im Jahr 2015 hat Westhouse weitere Standorte in Düsseldorf, Frankfurt, München und Genf eröffnet und sich damit nach Umsatzgröße unter den Top 10 der Personaldienstleister positioniert.
Im Mai 2020 fusionierte die Westhouse Group mit der Future Consulting.
Westhouse ist in der Lünendonk-Liste 2021 „Führende Anbieter für Rekrutierung, Vermittlung und Steuerung von IT-Freelancern in Deutschland“ unter den Top 5 der umsatzstärksten Unternehmen.

## Unternehmen
Zur Westhouse Gruppe zählen mehrere Tochterfirmen an gesamt 12 internationalen Standorten:
- Westhouse Holding GmbH
- Westhouse Consulting GmbH
- Westhouse Professionals GmbH
- Westhouse Services GmbH
- Westhouse Engineering GmbH
- WExpert GmbH
- Westhouse Schweiz AG
- Westhouse Italia Srl
- Westhouse Managed Services SRL